# Peter Katz

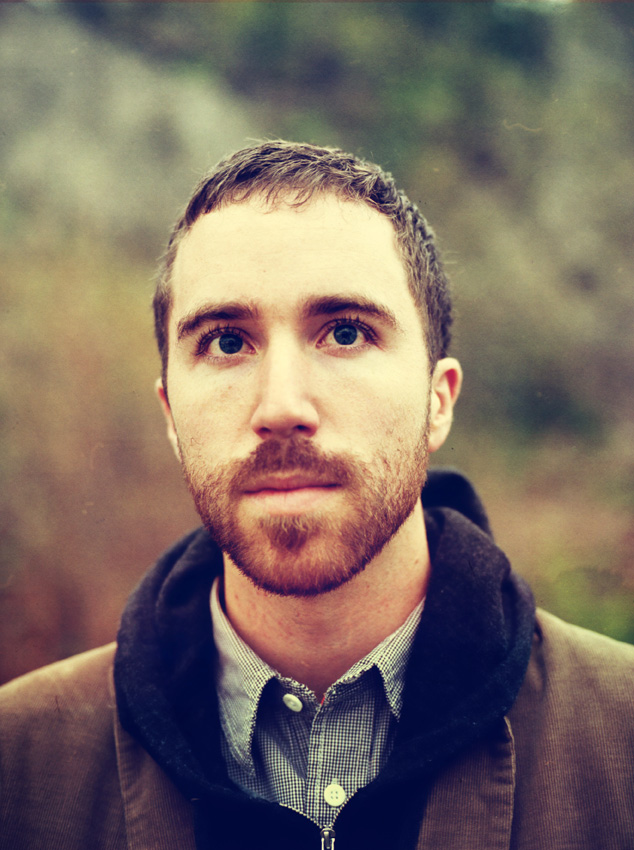
Katz in 2012.

Peter Katz (Montreal, 26 december 1981) is een singer-songwriter afkomstig uit Toronto, Canada.
Op 9 februari 2010 lanceerde Katz zijn eerste solo-album First of the Last to Know in Nederland. Op zijn album leveren enkele gastmuzikanten een bijdrage, onder wie Americana-zangeres Melissa McClelland, Glen Hansard (The Swell Season, Once) en de Canadese folkgroep The Good Lovelies. In het nummer Oliver's Tune bezingt Katz het noodlot van de Canadese vioolspeler Oliver Schroer die zijn allerlaatste concert speelt. Achter The Fence gaat het waargebeurde verhaal schuil van de homoseksuele student Matthew Shepard, die 's nachts werd vastgebonden aan een hek en vermoord. Het titelnummer First of the Last to Know is bedoeld voor iedereen die worstelt om volwaardig door het leven te gaan.
Peter Katz heeft shows gegeven in Nederland, het Verenigd Koninkrijk, Ierland, Canada en Rusland.

## Discografie
| Albums                                   | Jaar van verschijnen |
| ---------------------------------------- | -------------------- |
| More Nights (Peter Katz and The Curious) | 2008                 |
| First of the Last to Know                | 2010                 |